# Arctoscelia
Arctoscelia is een geslacht van vlinders van de familie spanners (Geometridae), uit de onderfamilie Ennominae.

## Soorten
- A. celator Prout, 1931
- A. epelys Prout, 1932
- A. mutata Warren, 1897
- A. onusta Warren, 1897